# Vrtulníkové křídlo generálplukovníka Jána Ambruše Prešov
Vrtulníkové křídlo generálplukovníka Jána Ambruše je letecké křídlo Vzdušných sil Slovenské republiky sídlící na Letecké základně Prešov. Ve funkci velitele křídla je od roku 2013 plukovník Róbert Tóth.

## Poslání a úkoly křídla
Mezi úkoly křídla patří obrana slovenského vzdušného prostoru, podpora pozemních jednotek, humanitární mise, letecká pátrací a pozemní pátrací záchranářská služba. Podílí se také na výcviku, "na eliminaci nevojenských a smíšených ohrožení, včetně eliminace a odstraňování následků způsobených živelními pohromami, mimořádnými událostmi, záchrana osob, majetku" a na výsadkových a dopravních úkolech. Letecká pátrací a záchranářská služba je v provozu 24 hodin denně a "je určena pro záchranu ať už vojenských nebo civilních letadel, které vykonávají přelety nad územím Slovenské republiky a také na provádění zásahu při mimořádných událostech."

## Letecká technika
Křídlo disponuje touto leteckou technikou:
- Mi-17M vrtulník je určen pro přepravu osob a materiálu
- Mi-17 LPZS vrtulník je určen na leteckou pátrací záchrannou službu
- UH-60M BlackHawk vrtulník je určen pro přepravu osob a materiálu

## Historie
Na Letišti Prešov byla z rozhodnutí federální vlády k 23. listopadu 1992 založena 4. letecká základna a 4. vrtulníkový pluk. K 30. listopadu 1993 byl pluk převeden do 4. letecké základny. Ta byla přejmenována na 34. a 3. základnu, později na křídlo. 31. října 2003 základna obdržela od prezidenta Schustera čestný název „Letecká základňa generálplukovníka Jána Ambruša“. Název připomíná Jána Ambruše, prvního velitele 312. čs. stíhací perutě Royal Air Force.
7. září 2016 byl vrtulník letecké pátrací a záchranářské služby pod velením kapitána vrtulníku mjr. Roberta Doroňaia aktivován do lokality Strelníky kde se zúčastnil pátrání po nezvěstném záchranářském vrtulníku. Posádka po více než hodině pátrání určila místo nehody, informovala vrtulník Letky Ministerstva vnitra a Hasičský a záchranný sbor. Po doplnění paliva na základně Sliač se vrátila na domovskou základnu.
Od roku 2017 převzalo vrtulníkové krídlo postupně 9 helikoptér UH-60M BlackHawk, které mají postupně nahradit Mil-17. Prozatím slovenské letectví provozuje oba typy a počítá se s dalším provozováním obou typů. Uvažuje sa taky o využití americké ponuky na přikoupení dvou helikoptér pro speciální síly.

### Působení v zahraničních misích
27. srpna 2002 byla do mise SFOR vyslána první skupina z vrtulníkového křídla pod velením kpt. Ladislava Malak. Šlo o první zahraniční působení jednotky Vzdušných sil ČR v misi pod velením členské země NATO. Slovenská skupina, začleněna do 1. samostatné vrtulníkové jednotky pod nizozemským vedením nalétány se dvěma stroji Mi-17 přes 403 hodin. V rámci operace KFOR byly do Kosova vyslány dvě rotace příslušníků křídla. S vrtulníky Mi-17M od prosince 2007 do června 2008 "splnily 222 operačních úkolů, 1031 letů, během kterých celkem odlétali 488 hodin a 40 minut". Úkoly 35 příslušníků spočívaly v "přepravě osob, VIP osob, materiálu v nákladní kabině vrtulníku a podvěsu". Od 19. února 2009 do 3. června 2009 působilo 33 příslušníků křídla také v operaci EUFOR - ALTHEA v Bosně a Hercegovině. Se dvěma vrtulníky Mi-17 M "splnily 59 operačních úkolů, 359 letů, během kterých bylo celkem odlétaných 134 hodin a 05 minut".